# 日野・セレガFC

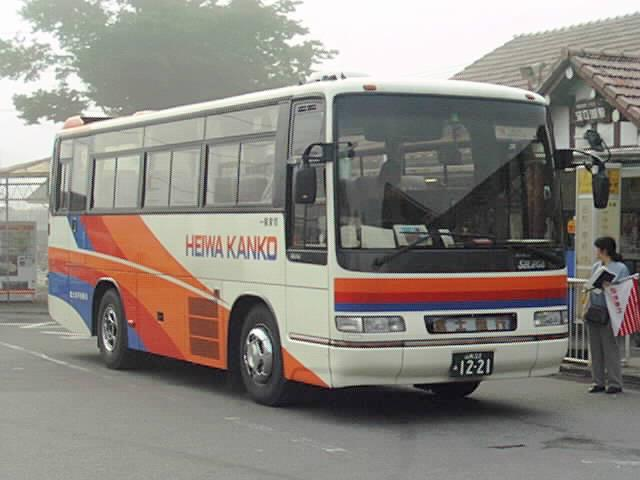
セレガFC 富士急平和観光 河口湖駅前にて2000年9月撮影

セレガFC (S'ELEGA FC)は、日野自動車が1990年（平成2年）から2005年（平成17年）まで製造・発売していた大型観光バスセレガ9 m仕様車の名称である。
なお、ここでは日野の9 m大型バスの移り変わりをひも解く意味を踏まえて、ブルーリボンRU19系の略歴についても述べる｡ 

## シリーズの概要

### P-RU192AA
1986年（昭和61年）に追加されたブルーリボン大型2.5m幅の9m観光バス。H06C-T 205psを搭載。リーフサスのRTも存在する。

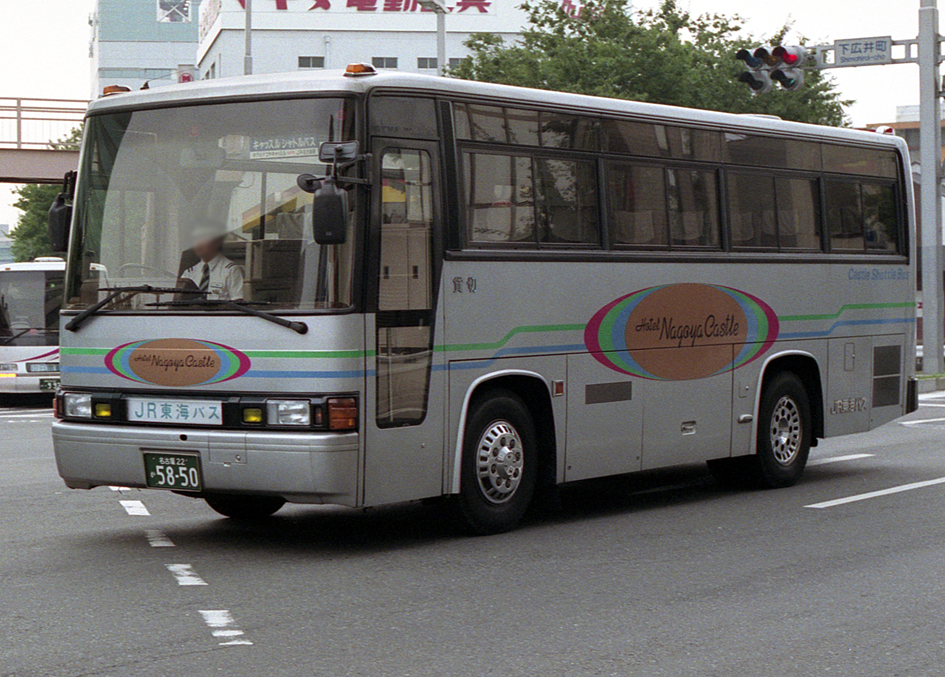
JR東海バス

### U-RU1HHAB
1990年（平成2年）にブルーリボンRU19系の後継としてセレガFCが登場した。エンジンは直列6気筒のH06C-TIを搭載している。

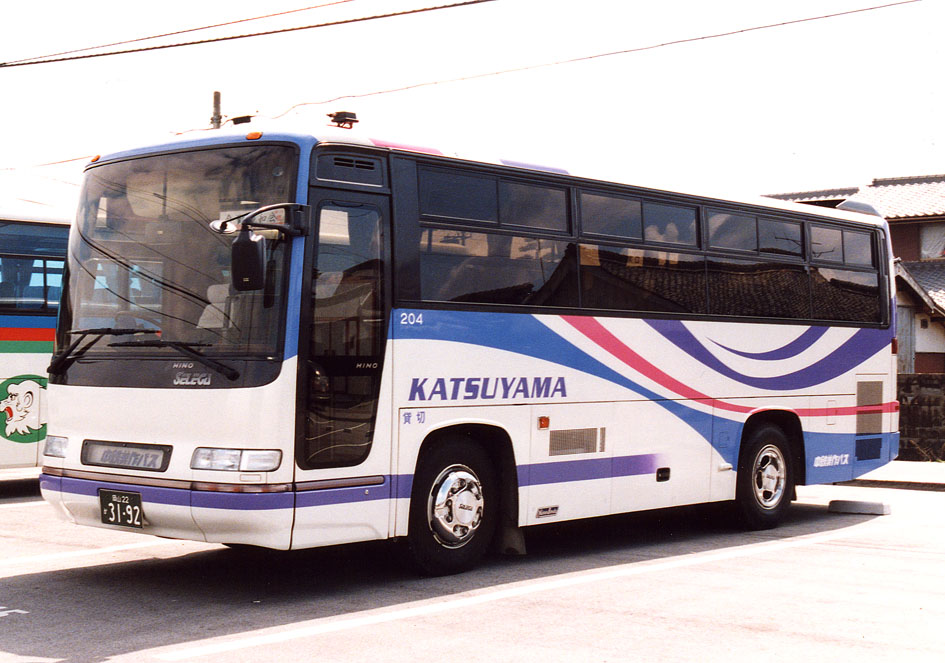
中鉄美作バス
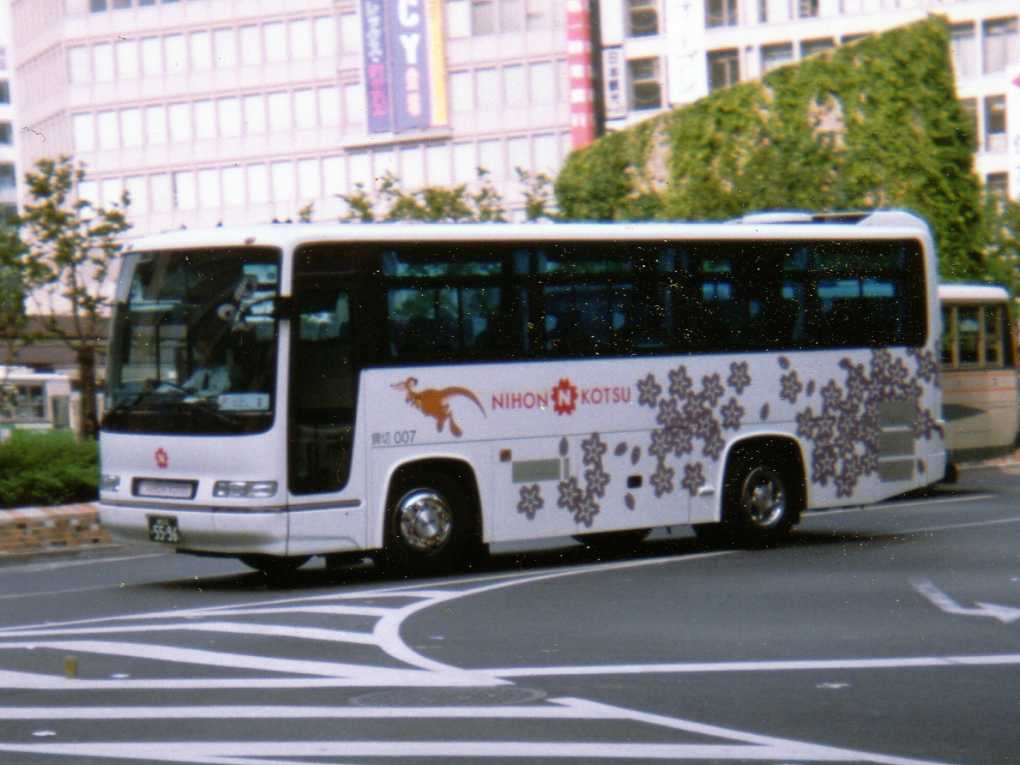
日本交通 (東京都)（現ニッコー観光バス）

### KC-RU1JHCB
1995年（平成7年）に平成6年排出ガス規制に適合し、マイナーチェンジを実施。エンジンがJ08Cに変更された。

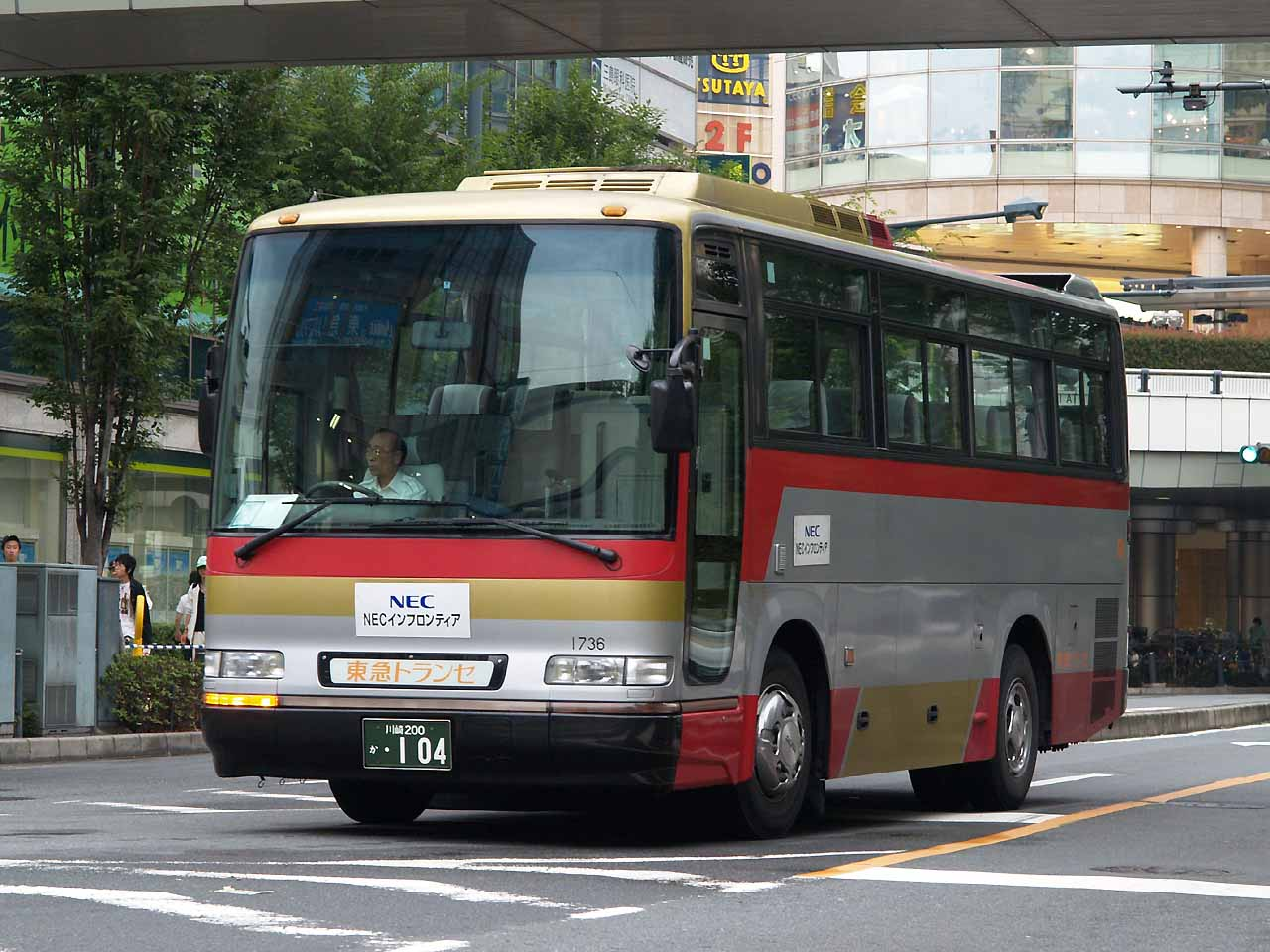
直結クーラー車 東急トランセ

### KL-RU1JHEA
2000年（平成12年）に平成11年排出ガス規制に適合し、マイナーチェンジを実施。車名がセレガR FCとなる。

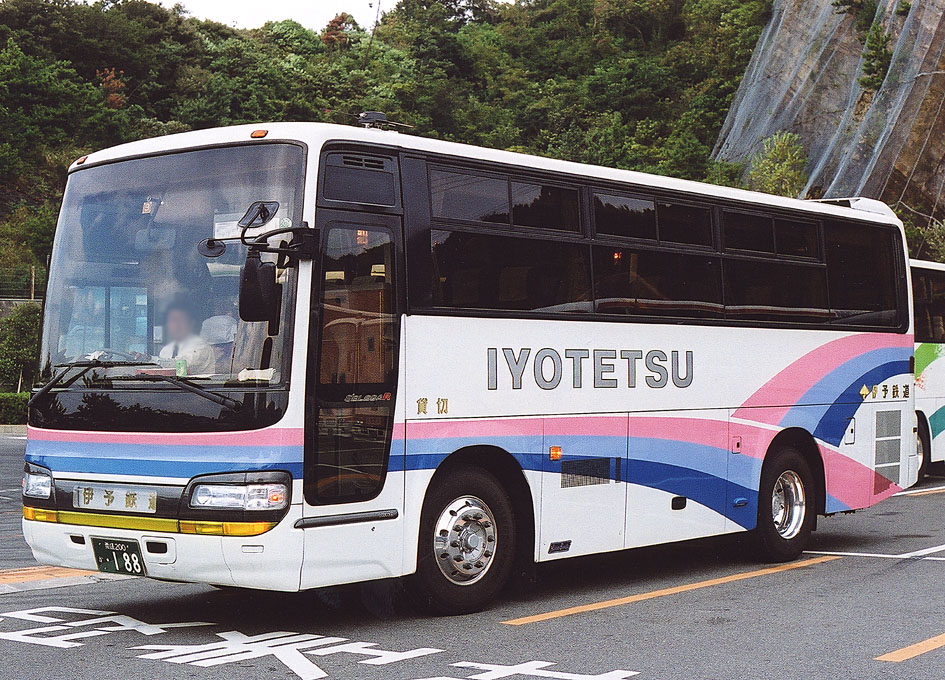
伊予鉄バス
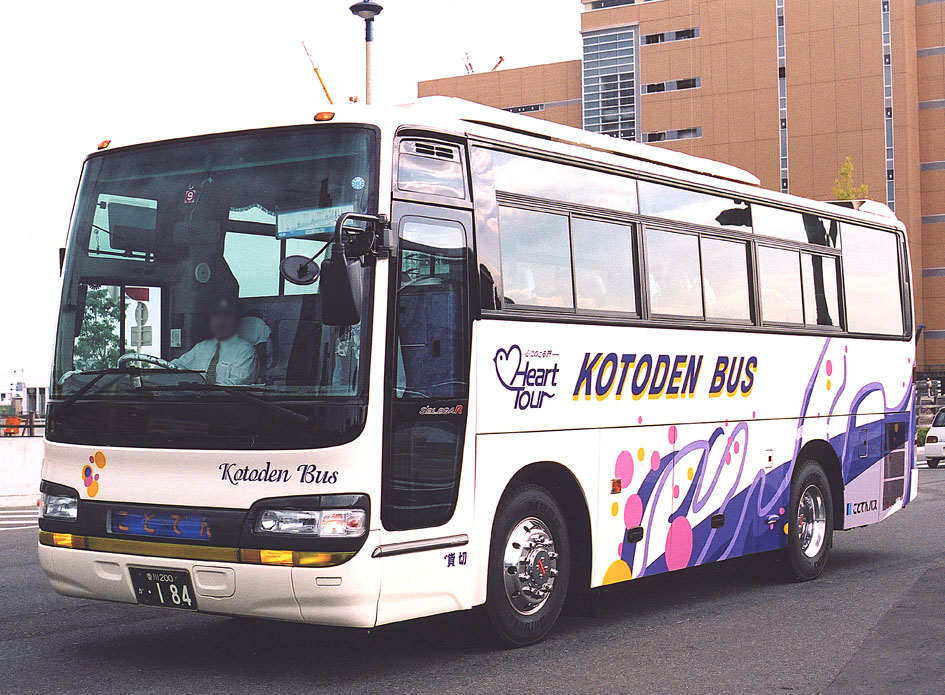
直結クーラー車 ことでんバス
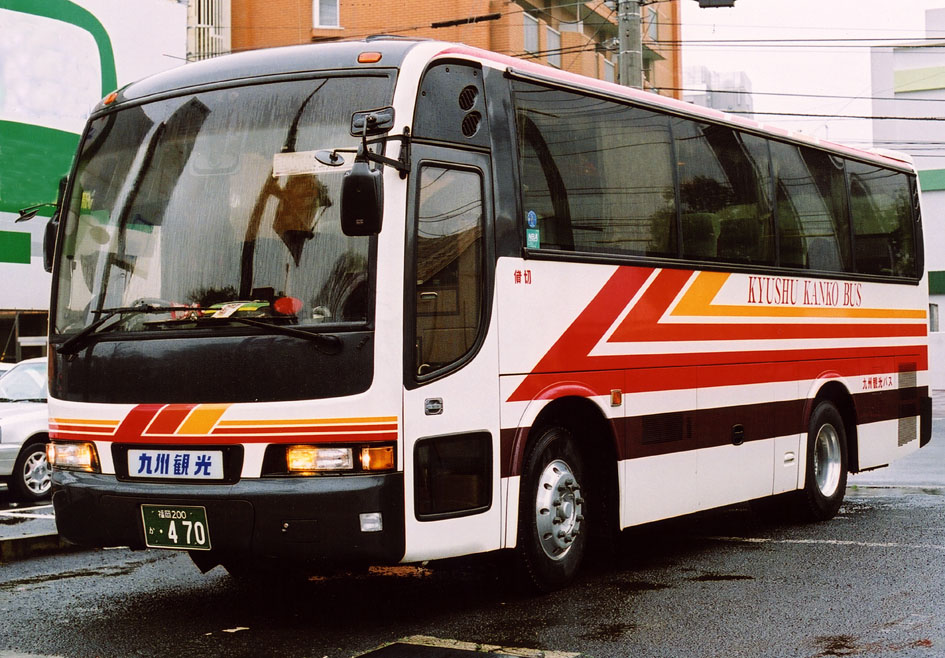
西工98MC C-I 九州観光バス

## 製造終了
2005年（平成17年）製造終了。2006年（平成18年）2月、既にフルモデルチェンジした12 mと統合されセレガの9 mバージョンとしていすゞ・ガーラとの統合モデルとして発売。グレード名はハイデッカーショートとなり、12 mモデル同様、FCのサブネームは廃止された｡